# Музеј револуције у Врбасу
Музеј револуције у Врбасу — База „Центар” је поставка која представља Други светски рат. Отворена је 1986. године. Аутор поставке је била кустоскиња Музеја социјалистичке револуције САПВ, Нада Бошковић. База „Центар“ се налази у дворишном комплексу у улици Миливоја Чобанског 126 у Старом Врбасу.
База „Центар” је споменик од великог значаја, заштићен законом, и споменик из НОР-а. Старост ове куће датира с почетка 19. века и то је једна од четири најстарије куће у Војводини тог типа. Припадала је породици Раданов чији потомци и данас живе у Врбасу.
У делу оставе куће била је за време Другог светског рата, у новембру 1941. године ископана база, касније названа „Центар“, која никада није откривена у време трајања рата. Назив „Центар” је проистекао из значаја ове базе за свеопшти покрет отпора у Бачкој. У овом комплексу, а и самој бази, током рата, боравиле су и скривале су се од окупатора многе познате личности партизанског покрета као што је Жарко Зрењанин Уча, Светозар Марковић Тоза, Геза Тиквицки и други.

## Штампарија
У Бази је штампан 1942. године  двоброј Слободне Војводине а средином 1942. године је одштампан први број Истине и умножава се шеснаести број Пролетера. Штампарија је престала са радом 16. јула 1942. а у пролеће 1943. године, база „Центар” обнавља активности и штампарске делатности. Први одштампани материјал био је летак поводом извршења смртне казне над Светозаром Марковићем − Тозом. Одштампан је двоброј Слободне Војводине, листови Истина, Пролетер и Наша Борба. Младен Секицки је састављао и уређивао листове од првог до седмог броја. После је тај посао преузела Мила Чобански која је уређивала Вести до 36. броја. У бази је од технике остао шапирограф на којем су се извлачиле Вести.
За све време њеног постојања, не рачунајући редовна одржавања њених власника, кућа је обнављана два пута. Првом приликом је обновљена 1985. године, када је уместо тршчаног или сламног крова постављен бибер цреп. У периоду од 20 година ова кућа се нашла у руинираном и тешком стању и постојала је опасност од њеног урушавања. Године 2007. кућа је обновљена. Враћен је тршчани кров, офарбан је и обновљен предњи и задњи забат, офарбана дрвенарија, а зидови подзидани ћерпичем и облепљени блатом. База из Другог светског рата која је била ископана испод куће, такође је обновљена.

## Галерија
- Улаз у Музеј револуције
- Калупи за заглавља новина
- Детаљ из етно куће
- Унутрашњост етно куће
- Мапа свих база у Врбасу
- Музеј револуције
- Спомен-плоча на Бази–„Центар”
- Насловна страна „Истине”
- Насловна страна „Слободне Војводине”
- Браћа Секицки: Иса и Младен
- Улаз у скровиште